# 鲁风 (法学家)
鲁风（1921年2月—2019年12月26日），女，河南省唐河县人，中国法学教育家。中国人民大学讲师，法律系刑法教研室主任。

## 生平
1921年2月出生。早年在重庆育才学校读书。1945年7月，女扮男装赴中原解放区参加革命，曾在中原军区新四军五师青训班、湖北宣化店民主建国大学学习。1946年5月至1950年9月，历任河北肥乡冀南三地委土改工作队队员，湖北枣阳县督学、区妇联主任，河南南阳58军组织部干部，武昌四野工兵政治部宣教干事。1950年10月至1951年7月，在中国人民大学专修科法律班学习。1951年8月至1970年1月，历任中国人民大学法律系刑法教研室教员、讲师、教研室副主任和教研室主任。
文化大革命期间，中国人民大学停止办学，鲁风曾在江西余江人民大学五七干校劳动，后在北京大学法律系资料室工作。1978年9月中国人民大学复校后，任中国人民大学法律系刑法教研室主任。1984年9月离休。后被聘为全国法院干部业余法律大学兼职教师。
2019年12月26日16时57分在北京逝世，享年98岁。

## 出版物
参与编写：
- 《刑法各论》（中国人民大学法律系刑法教研室编著，中国人民大学出版社，1982年3月第1版）
- 《中国刑法适用》（中国人民公安大学出版社，1987年11月第1版）